# لثغة
اللثغة (Lisp) هي ضعف في الكلام حيث يُخطئ الشخص في التعبير عن حروف الصفير (ز س ص) وما يقابلها في اللغات الأخرى مثل (‎[s]‏، ‎[z]‏، ‎[ts]‏، ‎[dz]‏، ‎[ʃ]‏، ‎[ʒ]‏، ‎[tʃ]‏، ‎[dʒ]‏ الإنجليزية). غالبًا ما تؤدي هذه الأخطاء في النطق إلى كلام غير واضح.

## أنواعها
- تحدث اللثغة الأمامية frontal lisp عندما يوضع اللسان أمام الهدف. تصدُر اللثغة بين الأسنان Interdental lisping عندما يبرز طرف اللسان بين الأسنان الأمامية، بينما تحدث لثغة الأسنان البسيطة dentalized lisping عندما يلمس طرف اللسان الأسنان الأمامية فقط. في الأبجدية الصوتية الدولية IPA توصف حروف اللثغة بين الأسنان بـ ‎[s̪͆]‏ و‎[z̪͆]‏ لثغة الأسنان البسيطة بـ ‎[s̟]‏ و‎[z̟]‏.
- اللثغة االلثغة الجانبيةلجانبية lateral lisp تحدث عندما يصدر صوت ‎[s]‏ و‎[z]‏ مع تدفق الهواء على جانبي اللسان. وتُسمى أيضًا «سلاش إس إس slushy ess» أو «لثغة سلاش slushy lisp» بسبب صوتها الرطب والرائع. رموز هذه الأصوات الجانبية في امتدادات الأبجدية الصوتية الدولية للكلام ‎[ʪ]‏ و‎[ʫ]‏.
- اللثغة الأنفية nasal lisp عندما يجري توجيه جزء أو مجرى الهواء بالكامل عبر تجويف الأنف. توصف مع الاحتكاك الأنفي في امتدادات الأبجدية الصوتية الدولية IPA بـ ‎[s͋]‏ و‎[z͋]‏ ؛ بينما توصف الغُنة البسيطة بـ ‎[s̃]‏ و‎[z̃]‏.
- اللثغة الشديدة strident lisp حيث يصدر صوت صفير عالي التردد أو صوت هسهسة ناتج عن دفق يمر بين اللسان والسطح الصلب. توصف في IPA بـ ‎[s͎]‏ و‎[z͎]‏.
- اللثغة الحنكية palatal lisp تحدث عندما يحاول المتحدث تكوين صفير بينما يكون منتصف اللسان على اتصال مع الحنك الرخو،[2] أو مع المفصل الخلفي للصفير. وتوصف بـ ‎[s̠]‏ و‎[z̠]‏، ‎[ʃ]‏ و‎[ʒ]‏، أو ما شابه ذلك.[3]

## الأسباب
أظهرت العلاجات الناجحة أن الأسباب وظيفية وليست جسدية: أي أن معظم اللثغات ناتجة عن أخطاء في وضع اللسان أو سمنة اللسان داخل الفم وليس بسبب أي إصابة أو تشوه خلقي في الفم. أكثر هذه المشاكل التي نوقشت بشكل متكرر هي دفع اللسان حيث يبرز اللسان خلف الأسنان الأمامية. يؤثر هذا النتوء على الكلام وكذلك البلع ويمكن أن يؤدي إلى اللثغة. كذلك فإن التصاق اللسان أو التعادل اللسان يمكن أيضا أن تكون مسؤولة عن اللثغ في الأطفال - ومع ذلك، فإنه من غير الواضح ما إذا كانت هذه العيوب الناجمة عن التعادل اللسان نفسه أو ضعف العضلات بعد تصحيح التصاق اللسان. قد تُساهم تراكب العضة Overbites وسوء انطباق الأسنان underbites أيضا في حدوث اللثغة. يمكن أن تحدث اللثغة المؤقتة بسبب عمل الأسنان أو أدوات طب الأسنان مثل أطقم الأسنان أو المثبتات أو بسبب اللسان المتورم أو الكدمات.

## العلاج

### استئصال اللجام
اللثغ الناجمة عن التصاق اللسان يمكن علاجها عن طريق طبيب الأسنان أو otolaryngologist (ENT) مع استئصال اللجام، أو شق الليزر، التي تستغرق أقل من 10 إلى 15 دقيقة لإكمالها.

### علاج النطق
مع اللثغة بين الأسنان، يقوم المُعالج بتعليم الشخص كيفية إبقاء اللسان خلف القواطع الأمامية.
تتمثل إحدى الطرق الشائعة لتصحيح اضطرابات النطق أو اللثغة في عزل الأصوات والعمل على تصحيح الصوت بمعزل عن الآخر. يجري تحديد الصوت الأساسي، أو الصوت اللغوي، كهدف للعلاج. عادةً ما يجري اعتبار موضع الصوت داخل الكلمة واستهدافه. يظهر الصوت في بداية الكلمة أو وسطها أو نهايتها (أولية أو وسطية أو نهائية).
خذ على سبيل المثال، تصحيح الصوت لحرف "S" في كلمة (lisp). على الأرجح، سيستخدم أخصائي أمراض النطق واللغة (speech language pathologist SLP) تمارين للعمل على نُطق "Sssssss". من المرجح أن تتكون كلمات الممارسة الأولية من كلمات تبدأ بـ "S" مثل "say, sun, soap, sip, sick, said, sail". وفقًا لهذا البروتوكول، يزيد المُعالٍِج ببطء من تعقيد المهام (سياق النطق) مع تحسن إنتاج الصوت. يمكن أن تشمل الأمثلة على زيادة التعقيد قول الكلمات في العبارات والجمل، أو قول كلمات متعددة المقاطع الأطول، أو زيادة وتيرة النطق.
باستخدام هذه الطريقة، يحقق المُعالِج النجاح مع الأشخاص من خلال استهداف الصوت بطريقة متسقة صوتيًا. يعني الاتساق الصوتي أن الصوت المستهدف يتم عزله عند أصغر مستوى ممكن (الصوت أو بدل الصوت) وأن سياق إنتاج الصوت يجب أن يكون متسقًا. الاتساق أمر بالغ الأهمية، لأن عوامل مثل الموقع داخل الكلمة، والتجمع مع الأصوات الأخرى (حروف العلة أو الحروف الساكنة)، والتعقيد قد تؤثر جميعها على إنتاج الصوت.
هناك طريقة شائعة أخرى لعلاج اللثغة وهي استخدام أجهزة مصممة خصيصًا تدخل الفم لتوفير إشارة لمسية للمكان الذي يجب أن يكون فيه اللسان بالضبط عند نطق صوت الحرف "S". وقد ثبت أن هذه الطريقة اللمسية تصحح أخطاء اللثغة أسرع مرتين من العلاج التقليدي.
باستخدام أي من الطريقتين أو كليهما، يسمح تكرار السياقات المتسقة للشخص بمواءمة جميع العمليات الضرورية المطلوبة لإنتاج اللغة بشكل صحيح؛ المهارات اللغوية (القدرة على صياغة الأصوات الصحيحة في الدماغ: ما هي الأصوات التي يجب أن أصنعها؟)، التخطيط الحركي <a href="https://en.wikipedia.org/wiki/Motor_planning" rel="mw:ExtLink" title="Motor planning" class="cx-link" data-linkid="88">motor planning</a> (الصوت وحركات الفك واللسان: كيف يمكنني إنتاج الصوت؟)، والمعالجة السمعية (ردود الفعل الاستقبالية: هل جرى إنتاج الصوت بشكل صحيح؟ هل أحتاج إلى التصحيح؟).
يعاني الشخص المصاب باضطراب النطق أو اللثغة من نقص في واحد أو أكثر من هذه المجالات. لتصحيح النقص، يجب إجراء تعديلات في واحدة أو أكثر من هذه العمليات. غالبًا ما تكون العملية التصحيحة هي التجربة والخطأ. ومع ذلك، مع وجود العديد من العوامل، فإن عزل المتغيرات (الصوت) أمر ضروري للوصول إلى النتيجة النهائية بشكل أسرع.
تعني إستراتيجية العلاج المتسقة صوتيًا ممارسة نفس الشيء مرارًا وتكرارًا. ما يمارس هو ثابت ولا يتغير. قد تتغير الكلمات، لكن الصوت وموضعه هو نفسه (على سبيل المثال، say, sip, sill, soap, …). وبالتالي، فإن التصحيح الناجح للاضطراب موجود في التلاعب أو تغيير العوامل الأخرى المرتبطة بإنتاج الكلام (وضع اللسان، والمعالجة الدماغية، إلخ.). بمجرد تحقيق نتيجة ناجحة (خطاب)، تصبح الممارسة المتسقة ضرورية لتعزيز الإنتاج الصحيح.
عند إتقان الصوت الصعب، سيتعلم الشخص بعد ذلك نطق الصوت في مقاطع، ثم الكلمات، ثم الجمل القصيرة، ثم الجمل الكبيرة. عندما يستطيع الشخص أن يتكلم جملة كاملة دون تشويش، يجري تركيز الانتباه بعد ذلك على إصدار الأصوات الصحيحة خلال المحادثة الطبيعية. قرب نهاية دورة العلاج، سيتعلم الشخص كيفية مراقبة حديثه وكيفية تصحيحه حسب الضرورة. يمكن أن يحل علاج النطق المشكلة في بعض الأحيان، ولكن في بعض الحالات يفشل علاج النطق.

## روابط خارجية
- Beth Morrisey MLIS (25 سبتمبر 2012) "Lisps"، SpeechDisorder.co.uk
- كارولين بوين (23 نوفمبر 2011) «Lisping - عندما سصعب نطق / s / و/ z /»، علاج النطق واللغة دوت كوم